# Międzyzdroje
Międzyzdroje (německy Misdroy, česky Mezizdroje) je město v Polsku v Západopomořanském vojvodství v okrese Kamień, sídlo stejnojmenné městsko-vesnické gminy. Leží na ostrově Volyň při Baltském moři na východ od města Svinoústí. Město je významnou lázeňskou destinací, přezdívá se mu Perla Baltu. V roce 2024 zde žilo 4 842 obyvatel.
Ve městě se nachází 2 km dlouhá promenáda a od března 2005 je zde též 300 m dlouhé přístavní molo. Pravidelně se zde koná polský filmový festival Europejski Festiwal Gwiazd. 

## Název
Jméno Międzyzdroje je mužského rodu a v překladu znamená místo mezi prameny.

## Historie města a lázní

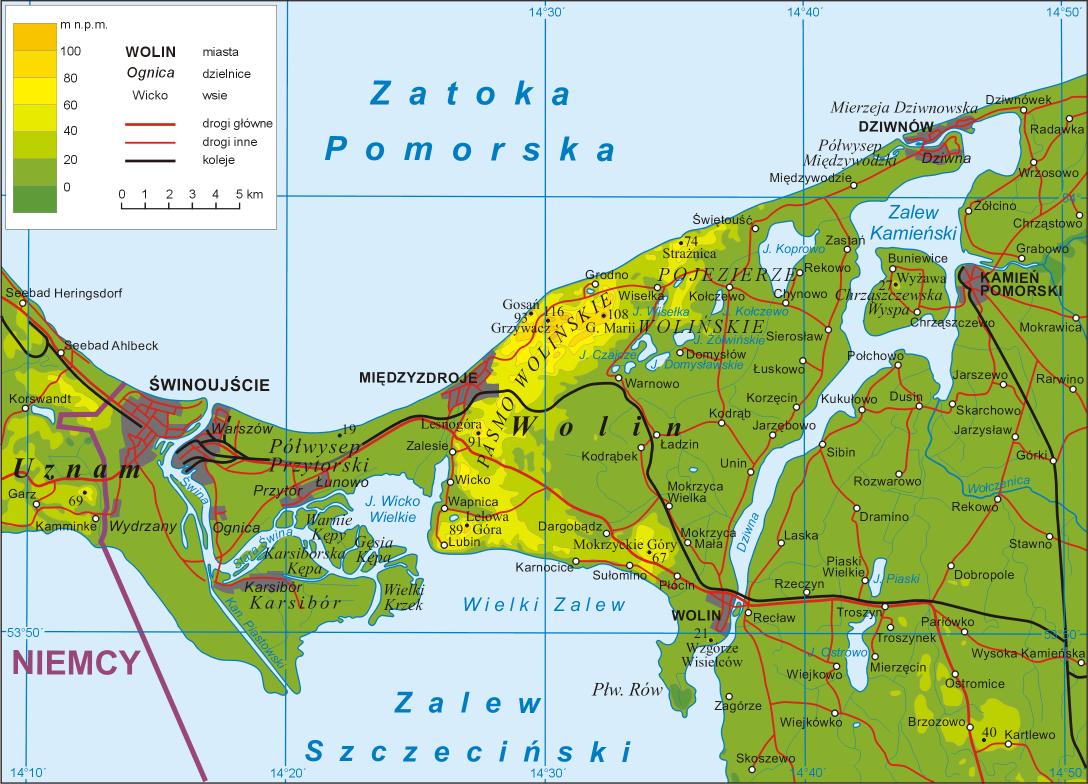
Okolí Międzyzdrojí.

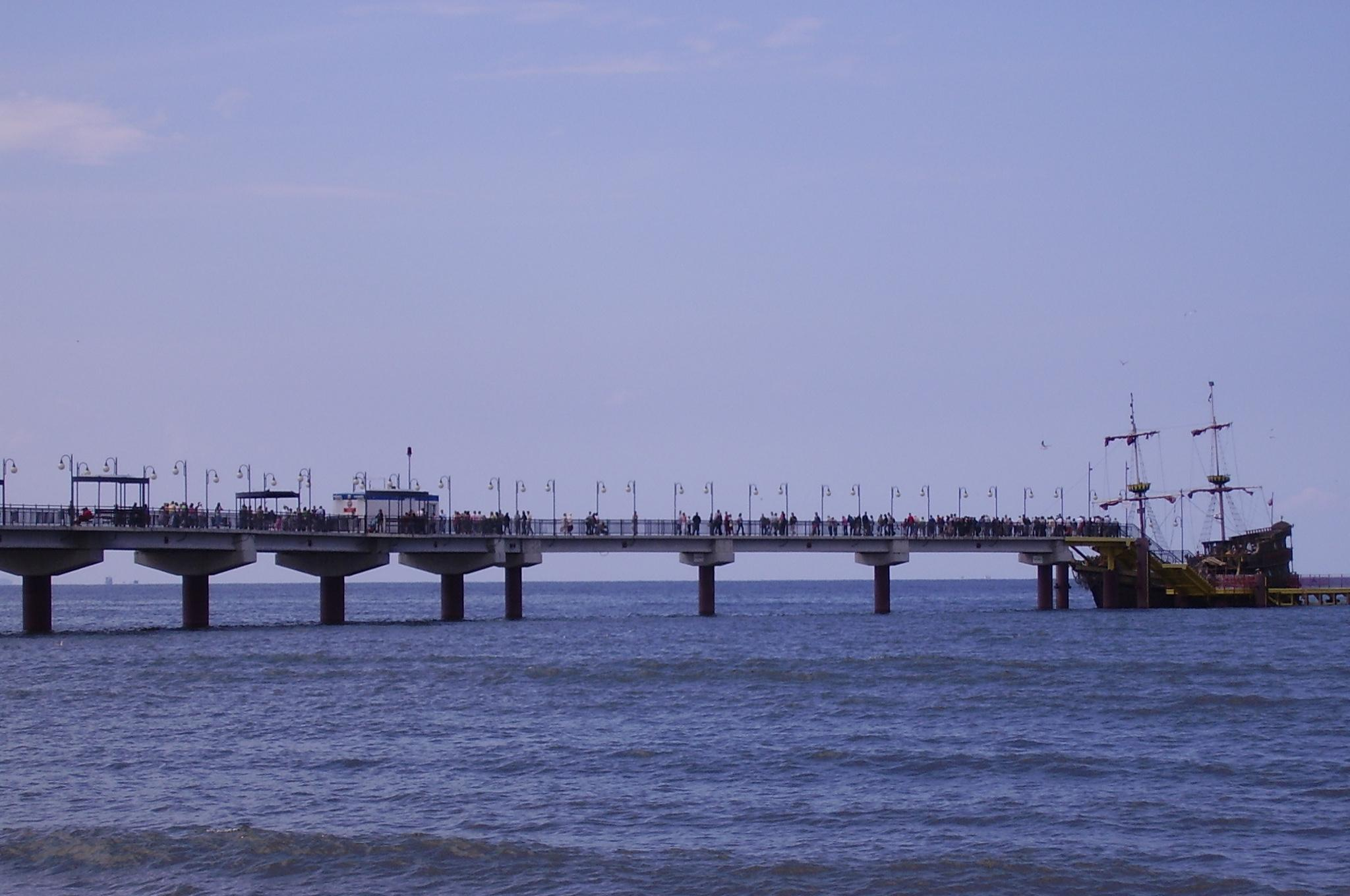
Molo v Międzyzdrojí.

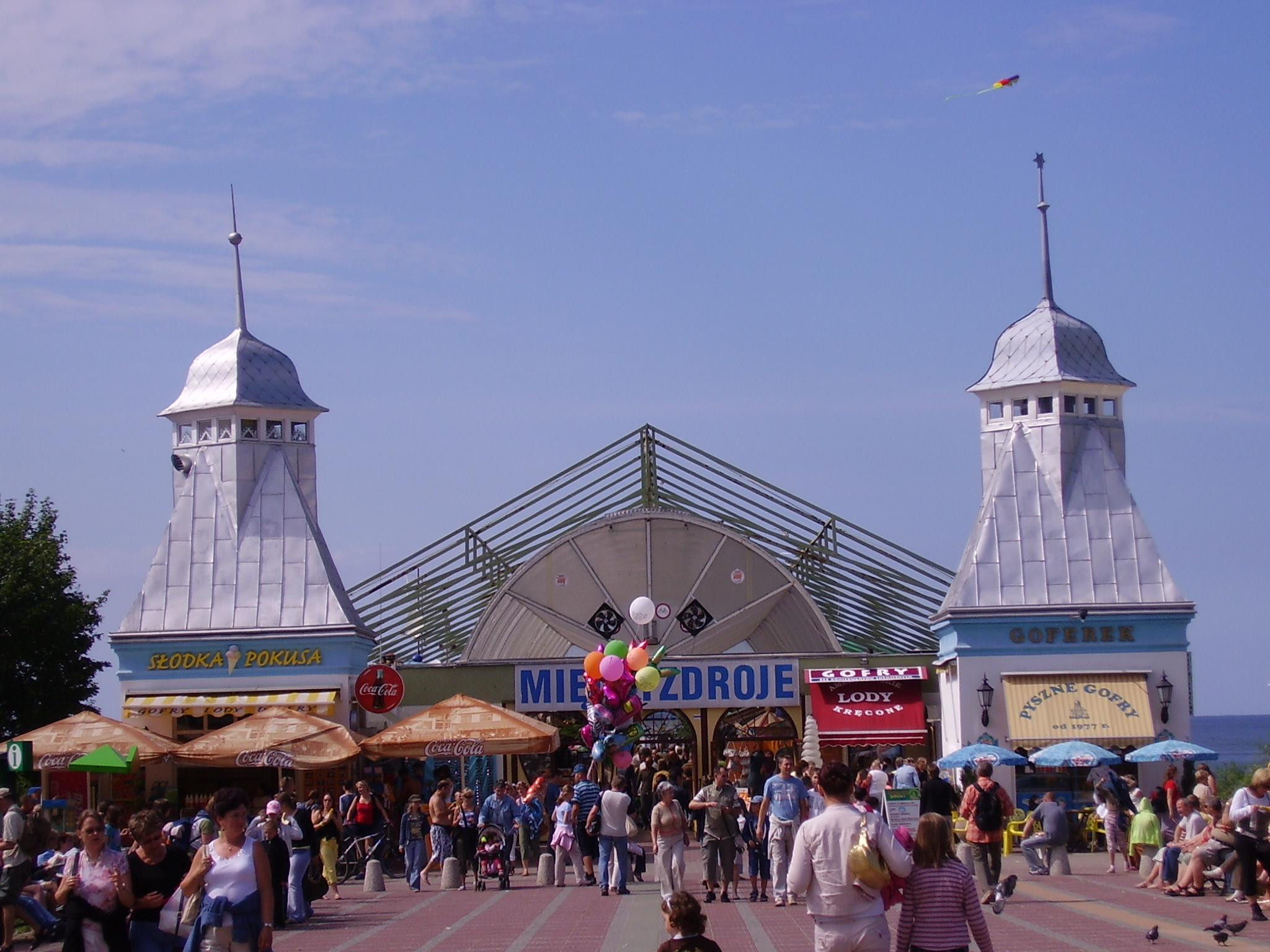
Vstup na molo.

Počátek historie města se datuje do 13. století. Údaje z roku 1554 uvádějí sídlo jako majetek německého proboštství v Kamieńu Pomorskim. Do svého pozvednutí na tzv. mořské lázně se jednalo spíše o menší vesnici, obydlenou pouze několika málo obyvateli, kteří se zde živili rybolovem a jednoduchým zemědělstvím.
Mezi lety 1830 a 1835 se Międzyzdroje přeměnily v lázeňské sídlo; po roce 1830 se začali objevovat první lázeňští hosté, od roku 1835 se již sídlo profilovalo jako lázeňské město s pravidelným provozem. Byly též vystavěny první lázeňské domy. Zámožné berlínské a štětínské rodiny si zde následně začaly stavět své vily. Roku 1850 měly Międzyzdroje již 317 obyvatel a 500 lázeňských hostů.
V roce 1885 bylo postaveno visuté molo do moře, které bylo později v roce 1906 prodlouženo na 360 metrů. V roce 1913 ho však zničil příliv a bylo obnoveno až v roce 1921.
Po roce 1860 zaznamenalo sídlo rychlý vzrůst, roku 1862 byl zřízen protestantský kostel, v roce 1869 bylo na straně jezera Wicko Wielkie zřízeno přístaviště Laatziger Ablage (dnes Zalesie) pro lodní dopravu do Štětína. O jeho stavbě rozhodl pozdější německý císař Fridrich III., který se zde v roce 1867 společně se svou rodinou léčil. Po císaři bylo později pojmenováno zdejší přístavní molo, postavené v roce 1885.
Od roku 1872 patřily Międzyzdroje mezi nejpřednější lázně v tehdejším Německu. Poté, co byla v roce 1899 zřízena železniční trať spojující lázně s městem Volyň (Wollin), atraktivita sídla ještě stoupla. V roce 1930 měly lázně 21 115 hostů a v roce 1939 žilo ve městě 4 145 obyvatel.
V letech 1938-1942 zde Claus von Amsberg, pozdější manžel belgické královny Beatrix, navštěvoval soukromou školu „Baltenschule Misdroy“. Významnou obyvatelkou Międzyzdrojí byla také v letech 1915-1945 německá spisovatelka Magda Trottová.
Po ukončení druhé světové války připadly Postupimskou dohodou Międzyzdroje jako součást tehdejšího Pruska v rámci decentralizace Německa k Polsku. Po odsunu Němců došlo k přejmenování z tehdejšího názvu Misdroy na dnešní Międzyzdroje.
V roce 1947 se Międzyzdroje staly městem, mezi lety 1973-1984 byly městskou částí Svinoústí.

## Partnerská města
- Boronów, Polsko
- Sellin, Německo
- Timmendorfer Strand Německo